# Jean-Théodore Marquais
Jean-Thomas Marquais, né vers 1760 et mort à Paris le 13 avril 1818, est un chirurgien français. 
Après avoir été chirurgien principal de la Charité, il fut, par ordonnance du 13 novembre 1815, chargé d'examiner l'état de l'enseignement dans les écoles de médecine et de chirurgie. Le docteur Marquais voulait que l'on sépare l'enseignement de ces deux disciplines.
Marié en premières noces à Marthe-Olympiade Dagoumer (issue d'une famille de magistrats à Louviers ; parente du médecin Thomas Dagoumer), il eut au moins une fille, Adélaïde, qui épousa Joseph Jauffret, maître des requêtes au Conseil d'État.

## Écrits
- Réponse de M. Th. Marquais au mémoire de M. Magendie sur le vomissement, lu à l'Institut le 1er mars 1813, et sur le rapport fait à cette Société Savante par MM. Cuvier, Pinel, Humboldt et Percy ; Paris, 1813
- Rapport sur l'état actuel de la Médecine en France, 1814
- Réponse au discours de M. le Professeur Hallé, et aux Mémoires publiés par la faculté de médecine de Paris sur l'importance de conserver les réunions de toutes les parties de l'art de guérir ; 1816
- Adresse au Roi et aux deux Chambres sur la nécessité de réorganiser les écoles de médecine et de chirurgie en France ; 1818